# Malvasía di Schierano
Die Rotweinsorte Malvasía di Schierano ist eine von vielen Varietäten aus der Familie der Malvasier innerhalb Italiens. Sie wird für süße Rot- und Roséweine sowie einen Spumante verwendet. Benannt ist die Sorte nach dem Weiler Schierano, der Teil der Gemeinde Passerano Marmorito ist.
Die Sorte ist in den Provinzen Turin und Asti in der Region Piemont zugelassen. Die bestockte Fläche beträgt ca. 95 Hektar (Stand 1998).
Die spätreifende Sorte ist sehr wuchsstark, ertragsstark und liefert gute Erträge. Sie ist sehr robust gegen den Echten Mehltau. Die Weine werden häufig im Verschnitt mit der Sorte Freisa verwendet. Die Sorte wird für den DOC-Wein Malvasia di Castelnuovo Don Bosco verwendet. Sortenrein ergibt die Rebe granatrote Weine mit einem nicht sehr ausgeprägten, jedoch ihr eigenen Aroma. Die Weine verfügen selten über mehr als 12 Volumenprozent Alkohol.

## Synonyme
Die Rebsorte Malvasía di Schierano ist auch unter den Namen Don Bosco, Malvasía a grappolo corto, Malvasía di Castelnuovo, Malvasía di Castelnuovo don Bosco und Malvasia Rosa bekannt.

## Ampelographische Sortenmerkmale
In der Ampelographie wird der Habitus folgendermaßen beschrieben:
- Die Triebspitze ist offen. Sie ist leicht wollig behaart, mit leicht karminfarbenem Anflug. Die hellgrünen Jungblätter sind spinnwebig behaart.
- Die mittelgroßen, nahezu fünfeckigen Blätter sind fünflappig und kaum gebuchtet (siehe auch den Artikel Blattform). Die Stielbucht ist lyren-förmig geschlossen. Das Blatt ist spitz gesägt. Die Zähne sind im Vergleich der Rebsorten mittelgroß.
- Die walzen- bis kegelförmige Traube ist mittelgroß und mäßig dichtbeerig. Die leicht elliptischen Beeren sind mittelgroß und von dunkelbläulich-schwarzer Farbe. Die Weinbeeren haben eine dicke Beerenhülse und verfügen über ein sehr leichtes Muskataroma.

Die Rebsorte reift ca. 32–35 Tage nach dem Gutedel und gehört damit zu den Rebsorten der späten dritten Reifungsperiode (siehe das Kapitel im Artikel Rebsorte). Sie gilt somit als sehr spät reifend. Die wuchsstarke Sorte ist ertragsstark. Malvasia di Schierano ist eine Varietät der Edlen Weinrebe (Vitis vinifera).